# 张希庸
张希庸（1917年12月11日—2008年1月1日），男，汉族，中国山西省五台县人。 中国共产党党员，中国人民解放军将领。
张希庸曾任中国人民解放军总政治部群工部副部长，四川省军区副政治委员。成都军区空军指挥所政治委员，福州军区空军政治委员,北京军区空军顾问等职。

## 早年生涯
张希庸1917年12月11日出生于山西省五台县石咀乡南坪村一个贫苦农民家庭。3岁丧父，7岁进入村里的国民小学读书。1935年8月以优异成绩考入河边村川至中学。1937年9月参加山西青年抗敌决死队，同年11月加入中国共产党。
抗日战争时期历任决死一总队战士，太岳军区决死一纵队游击一团四连政治指导员，八路军一二九师二十五团三连政治指导员，太岳区赵城县抗日游击大队政治教导员， 太岳军区二分区武装科参动股长，政治部宣教股长，三分区政治部巡视组长，太岳区党委整风学校区委会委员兼组长，太岳军区政治部组织部干部干事，组织科长等职。 曾参加过百团大战及反敌九路围攻晋东南和晋家山的数十次战斗战役。

## 第二次国共内战时期
第二次国共内战时期，历任太岳军区政治部组织部副部长，十八兵团六十二军政治部组织部长，六十二军一八四师政治部主任，副政治委员等职，参加过解放太原，解放大西北，解放大西南等战役，亲身经历了太原城攻坚战。

## 49年以后
中华人民共和国建立后，参与和指挥了西昌剿匪战斗，并任西昌军分区副政治委员兼地委副书记。1951年11月起历任南京军事学院政治工作教授会副主任，总政治部群工部副部长。其间参与了解放军第一部政治工作条例的编写和审定工作，两次带领军事专家组赴越南执行重大任务，赴西藏检查指导平叛工作及赴中蒙，中苏边防一线调查研究，指导部队军政建设和群众工作。
1970年7月，因“文化大革命”总政干部下放原则，调职到四川省军区任副政委。一年后，由于九一三事件的发生，受命担任成都军区空军指挥所政治委员和空军第八军政治委员。后于1978年1月调任到福州军区空军任政委。
1983年退居二线至1987年3月离职期间，曾担任过全军整党工作办公室副主任，北京军区空军顾问等职。
张希庸是中国共产党的十大，十二大代表和第五届全国人民代表大会代表。曾获中华人民共和国三级独立自由勋章，二级解放勋章。1988年被授予中国人民解放军独立功勋荣誉章。
张希庸同志因病医治无效，于2008年1月1日22时39分在北京逝世，享年90岁。生前曾著有《普通一兵》一书。